# 万贡大桥
万贡大桥是越南的一座公路斜拉桥，跨越后江，连接同塔省垃圩县与芹苴市脱诺郡，位于现有的万贡渡口下游约2.5（2英里），距下游的芹苴大桥约48（30英里）。该桥于2013年9月10日正式开工建设，2019年5月19日正式建成通车，取代了现有的轮渡。

## 意义
万贡大桥是“湄公河三角洲中心地区互联互通项目”的重要工程之一，也是第二座跨越后江的桥梁，它的兴建将有利于该地区形成一个广阔通畅的陆路交通网络，为越南西南部地区与南部重点经济区各省市之间的物流创造便利条件，为九龙江平原地区乃至全国的经济发展注入动力。

## 历史

### 规划
2010年以前，后江两岸间的交通只能依靠码头和渡船。芹苴大桥于2010年通车，成为第一座跨越后江的桥梁，尤其是连通了芹苴市与永隆省的交通，为西南部省份提供了发展机遇。但是，后江上依然有许多大型的轮渡码头，包括1925年起一直运营至今的万贡轮渡，因此，两岸之间的交通需求量还是非常庞大，时至今日，多条轮渡仍然常常超载。
2011年，越南交通运输部提出了湄公河三角洲地区的交通发展规划，包括修建位于路矢（Lộ Tẻ）至泽磊（Rạch Sỏi）公路的万贡大桥，并获得越南政府批准。
万贡大桥全长2.97（2英里），其中跨江主桥为870（2,854英尺）长的斜拉桥，主跨450（1,476英尺）；设在同塔省和芹苴市两端的引桥为预应力钢筋混凝土T梁结构，总长约2（1英里），其中同塔侧长1,099.7（3,608英尺），芹苴侧长999.7（3,280英尺）。桥面宽度24.5（80.4英尺），双向设有4条机动车道及2条非机动车道，机动车道宽14（46英尺），非机动车道宽6（19.7英尺），中间为宽1.6（5.2英尺）的分隔带，两侧栏杆宽1（3.3英尺），以及宽2（6.6英尺）的安全地带，设计行车速度80千米/小时，桥塔高150（492英尺），仅次于芹苴大桥，居越南国内前列。

### 建设

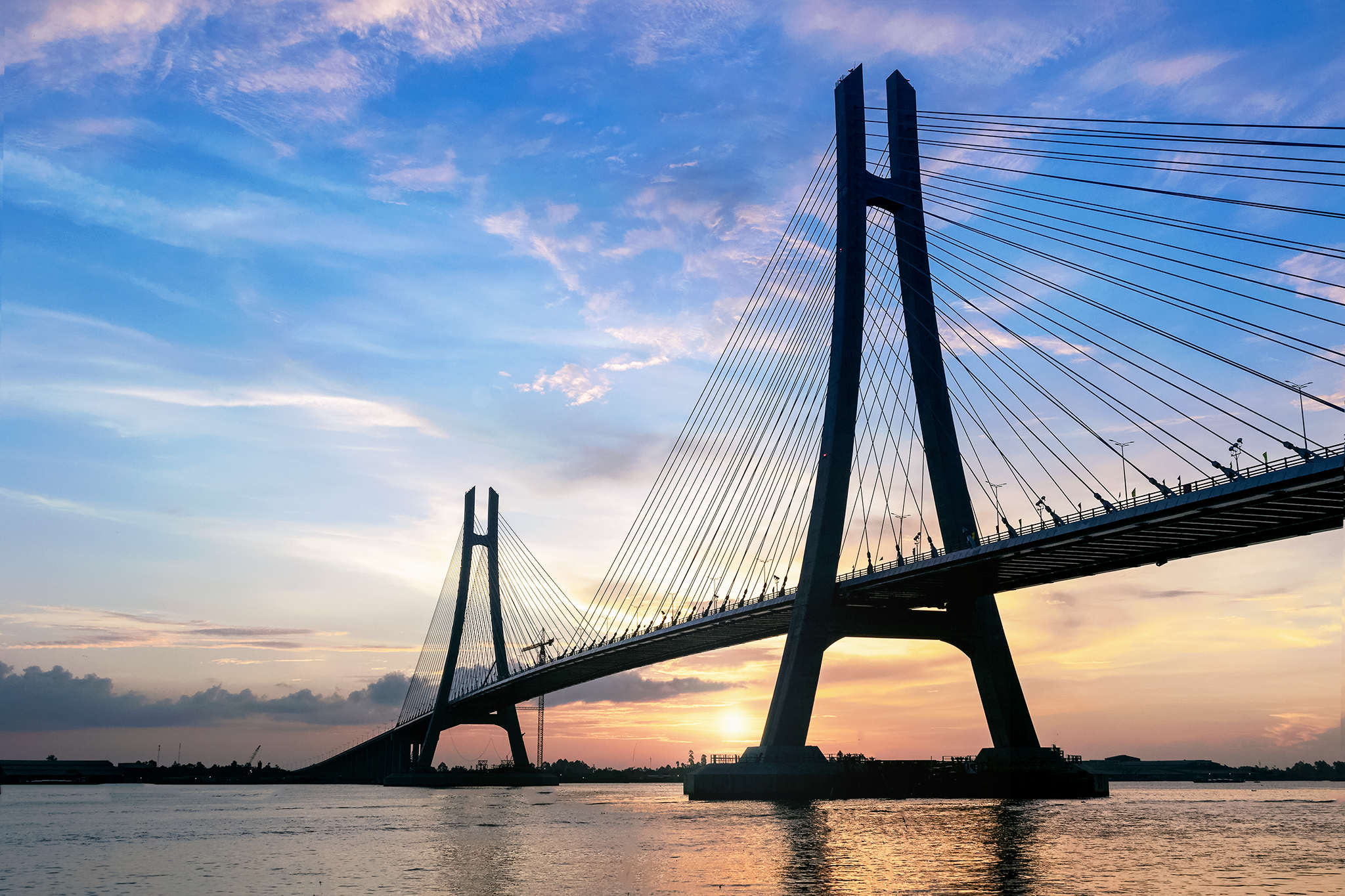
万贡大桥

2013年9月10日，越南总理阮晋勇在同塔省垃圩县出席大桥动工仪式并发布了开工令。投资单位是：湄公河交通基础设施项目投资发展与管理总公司（Tổng công ty Đầu tư Phát triển và Quản lý dự án hạ tầng giao thông Cửu Long）；设计咨询和施工监理单位是：茶山顾问（다산컨설턴트）、建和（건화）顾问及工程、平和（평화）工程顾问三家韩国公司组成的联合体；建筑承包商是：韩国GS工程建设和韩信工程建设组成的联合体，其中GS工程建设占80%的份额；越南第一交通工程建设总公司（Cienco 1）作为项目的分包商；越南成龙股份公司为大桥项目生产大型钢梁，全桥共有横梁146条，纵梁225条，使用钢结构总量达7,000公吨。大桥总投资5.687兆越南盾，资金主要来自韩国提供的政府开发援助（ODA）贷款及越南政府的配套资金。大桥计划工期为48个月，于2017年9月29日合龙，2019年5月19日建成通车。